# ريان جرافينبيرش
ريان جيرو جرافينبيرش (بالهولندية: Ryan Jiro Gravenberch) (مواليد 16 مايو 2002) هو لاعب كرة قدم هولندي يلعب في مع نادي ليفربول الإنجليزي ومنتخب هولندا لكرة القدم في مركز خط الوسط.

## روابط خارجية
- ريان جرافينبيرش على موقع الاتحاد الدولي (مؤرشف)  (الإنجليزية)
- ريان جرافينبيرش على موقع الاتحاد الأوربي (الإنجليزية)
- ريان جرافينبيرش على موقع إي إس بي إن إف سي (الإنجليزية)
- ريان جرافينبيرش على موقع قاعدة بيانات كرة القدم.إي يو (الإنجليزية)
- ريان جرافينبيرش على موقع بيانات كرة القدم. دي إي (الألمانية)
- ريان جرافينبيرش على موقع ليكيب (الفرنسية)
- ريان جرافينبيرش على موقع ناشيونال فوتبول تيمز (الإنجليزية)
- ريان جرافينبيرش على موقع Soccerbase.com (لاعب) (الإنجليزية)
- ريان جرافينبيرش على موقع Soccerway.com (الإنجليزية)
- ريان جرافينبيرش على موقع عالم كرة القدم.نت (الإنجليزية)